# Gabrielle Wittkop
Gabrielle Wittkop (født 27. maj 1920, død 22. december 2002) var en fransk forfatter og journalist. Hendes kendteste værk er Nekrofilen (Le nécrophile). Som navnet hentyder til, handler den om den nekrofile Lucien og hans natlige eskapader med de nyligt afdøde. Da romanen udkom på forfatteren Régine Deforges' forlag, blev den en mindre skandalesucces i hjemlandet Frankrig. "Jeg kan ikke lide hende, og hun kan ikke lide mig. Men hun er ikke bange for noget", sagde Wittkop om sin forlægger.

## Opvækst
Gabrielle med pigenavnet Ménardeau fik hjemmeundervisning af sin far og kunne læse som 4-årig. Som 8-årig skrev hun sit første manuskript, og hendes far købte manuskriptet for 4 franc. Hun fandt som 13-årig en bog af Marquis de Sade i sin fars bibliotek og blev, som hun selv sagde, "et barn af Oplysningstiden".